# Campionati del mondo di atletica leggera 2015 - Marcia 20 km femminile
La gara di marcia 20 km femminile si è svolta il 28 agosto 2015.

## Podio
| Pos.    | Atleta               | Nazionalità | Tempo   |
| ------- | -------------------- | ----------- | ------- |
| Oro     | Liu Hong             | Cina        | 1h27'45 |
| Argento | Lü Xiuzhi            | Cina        | 1h27'45 |
| Bronzo  | Ljudmyla Oljanovs'ka | Ucraina     | 1h28'13 |

## Situazione pre-gara

### Record
Prima di questa competizione, il record del mondo (RM) e il record dei campionati (RC) erano i seguenti.
| Record                | Prestazione | Atleta                   | Data                              | Competizione              |
| --------------------- | ----------- | ------------------------ | --------------------------------- | ------------------------- |
| Record mondiale       | 1h24'38"    | Liu Hong Cina            | 6 giugno 2015 La Coruña, Spagna   |                           |
| Record dei campionati | 1h25'41"    | Olimpiada Ivanova Russia | 7 agosto 2005 Helsinki, Finlandia | Campionati del mondo 2005 |

### Campionesse in carica
Le campionesse in carica, a livello mondiale e olimpico, erano:
| Campionesse | Atleta                 | Prestazione | Data                               | Competizione               |
| ----------- | ---------------------- | ----------- | ---------------------------------- | -------------------------- |
| Olimpico    | Elena Lašmanova Russia | 1h25'02"    | 11 agosto 2012 Londra, Regno Unito | Giochi della XXX Olimpiade |
| Mondiale    | Elena Lašmanova Russia | 1h27'08"    | 13 agosto 2013 Mosca, Russia       | Mondiali 2013              |

### La stagione
Prima di questa gara, gli atleti con le migliori tre prestazioni dell'anno erano:
| Pos. | Atleta                    | Prestazione | Data                            |
| ---- | ------------------------- | ----------- | ------------------------------- |
| 1    | Liu Hong Cina             | 1h24'38"    | 6 giugno 2015 La Coruña, Spagna |
| 2    | Ėl'mira Alembekova Russia | 1h24'47"    | 27 febbraio 2015 Soči, Russia   |
| 3    | Marina Pandakova Russia   | 1h25'03"    | 27 febbraio 2015 Soči, Russia   |

## Classifica
| Pos. | Atleta               | Nazionalità   | Tempo   | Note                                     |
| ---- | -------------------- | ------------- | ------- | ---------------------------------------- |
|      | Liu Hong             | Cina          | 1:27:45 |                                          |
|      | Lü Xiuzhi            | Cina          | 1:27:45 |                                          |
|      | Ljudmyla Oljanovs'ka | Ucraina       | 1:28:13 |                                          |
| 4    | Ana Cabecinha        | Portogallo    | 1:29:29 |                                          |
| 5    | Antonella Palmisano  | Italia        | 1:29:34 |                                          |
| 6    | Érica de Sena        | Brasile       | 1:30:06 |                                          |
| 7    | Brigita Virbalytė    | Lituania      | 1:30:20 | Miglior prestazione personale            |
| 8    | Anežka Drahotová     | Rep. Ceca     | 1:30:32 |                                          |
| 9    | Alejandra Ortega     | Messico       | 1:31:04 | Miglior prestazione personale            |
| 10   | María José Poves     | Spagna        | 1:31:06 | Miglior prestazione personale stagionale |
| 11   | Nadiya Borovska      | Ucraina       | 1:31:18 |                                          |
| 12   | Mirna Ortiz          | Guatemala     | 1:31:32 |                                          |
| 13   | Rachel Seaman        | Canada        | 1:31:39 |                                          |
| 14   | Raquel González      | Spagna        | 1:32:00 |                                          |
| 15   | Viktória Madarász    | Ungheria      | 1:32:01 |                                          |
| 16   | Paola Pérez          | Ecuador       | 1:32:12 |                                          |
| 17   | Nie Jingjing         | Cina          | 1:32:40 |                                          |
| 18   | Alana Barber         | Nuova Zelanda | 1:33:20 | Record nazionale                         |
| 19   | Sandra Arenas        | Colombia      | 1:33:24 |                                          |
| 20   | Maria Michta-Coffey  | Stati Uniti   | 1:33:24 |                                          |
| 21   | Vera Santos          | Portogallo    | 1:34:01 |                                          |
| 22   | Wendy Cornejo        | Bolivia       | 1:34:12 | Miglior prestazione personale            |
| 23   | Inês Henriques       | Portogallo    | 1:34:47 |                                          |
| 24   | Claudia Ștef         | Romania       | 1:34:51 |                                          |
| 25   | Kumiko Okada         | Giappone      | 1:34:56 |                                          |
| 26   | Miranda Melville     | Stati Uniti   | 1:35:19 |                                          |
| 27   | Jeon Yeongeun        | Corea del Sud | 1:35:48 |                                          |
| 28   | Maritza Poncio       | Guatemala     | 1:35:53 |                                          |
| 29   | Cisiane Lopes        | Brasile       | 1:36:06 |                                          |
| 30   | Mária Czaková        | Slovacchia    | 1:36:08 |                                          |
| 31   | Emilie Menuet        | Francia       | 1:36:17 |                                          |
| 32   | Laura García-Caro    | Spagna        | 1:36:22 |                                          |
| 33   | Laura Polli          | Svizzera      | 1:36:26 | Miglior prestazione personale stagionale |
| 34   | Rachel Tallent       | Australia     | 1:36:27 |                                          |
| 35   | Jeong Eun Lee        | Corea del Sud | 1:36:52 |                                          |
| 36   | Lucie Pelantová      | Rep. Ceca     | 1:38:34 |                                          |
| 37   | Khushbir Kaur        | India         | 1:38:53 |                                          |
| 38   | Agnieszka Dygacz     | Polonia       | 1:39:06 |                                          |
| 39   | Mayra Herrera        | Guatemala     | 1:39:23 |                                          |
| 40   | Marie Polli          | Svizzera      | 1:39:49 |                                          |
| 41   | Mária Gáliková       | Slovacchia    | 1:40:06 |                                          |
| 42   | Olena Shumkina       | Ucraina       | 1:41:30 |                                          |
|      | Beki Smith           | Australia     | dq      |                                          |
|      | Claudia Balderrama   | Bolivia       | dq      |                                          |
|      | Sapana Sapana        | India         | dq      |                                          |
|      | Eleonora Giorgi      | Italia        | dq      |                                          |
|      | Elisa Rigaudo        | Italia        | dq      |                                          |
|      | Neringa Aidietytė    | Lituania      | dq      |                                          |
|      | Kimberly García      | Perù          | dnf     |                                          |
|      | Kelly Ruddick        | Australia     | dns     |                                          |